# 붉은쥐캥거루
붉은쥐캥거루(Aepyprymnus rufescens)은 쥐캥거루과에 속하는 작은 유대류 종의 하나로 오스트레일리아에서 발견된다. 붉은베통(rufous bettong)으로도 알려져 있다. 뉴사우스웨일스주의 뉴캐슬 지역부터 퀸즐랜드주의 쿡타운 지역까지의 해안가와 해안 하부 지역에서 발견되며, 이전에는 뉴사우스웨일스 주와 빅토리아주의 머리강 계곡에서 발견되었다.
관심대상종으로 분류되고 있다. 붉은쥐캥거루는 다 자란 회색래빗 정도의 크기이다. 붉은쥐캥거루속(Aepyprymnus)의 유일종이며, 쥐캥거루과에서 가장 큰 종이다. 일반적으로 약간 붉은 갈색을 보이는 회색을 띠며, 학명은 "불그스레한 궁둥이"(reddish high-rump)라는 의미이다. 한때는 홀로 생활하는 야행성 동물로 간주했으나 최근에 관찰된 바에 의하면 느슨한 일부다처제 사회를 형성하는 것으로 보고 있다. 주로 덩이줄기와 버섯류를 먹지만, 나무의 잎이나 기타 식물을 먹기도 한다. 암컷은 약 11개월 이후가 되면 성적으로 성숙해지고, 일년 연중 번식을 한다. 수컷은 12개월과 13개월 사이에 성적으로 성숙해진다. 성숙한 암컷은 3주 간격으로 번식을 할 수 있다. 번식에 성공한 경우 임신 기간은 한 달 이하, 약 22~24일 정도이다. 새끼는 태어난 후 육아낭에서 약 16주 동안 지낸다. 육아낭을 떠난 후, 새끼 쥐캥거루는 어미 곁에서 약 7주 정도 머물먀 혼자 힘으로 살아가는 법을 익힌다.